# Маїм Бялік
Маїм Хоя Бялік (англ. Mayim Hoya Bialik; нар. 12 грудня 1975, Сан-Дієго, Каліфорнія, США) — американська акторка, співачка, письменниця, нейронауковиця та юдаїстка. Героїня серіалів «Блоссом» і «Теорія великого вибуху».

## Життєпис
Народилася 12 грудня 1975 року в Сан-Дієго в сім'ї Баррі та Беверлі (до шлюбу Вінклеман) Бялік. Її родина була єврейськими іммігрантами, які жили в Бронксі, Нью-Йорк. Троє з чотирьох її дідусів і бабусь емігрували з Польщі, Чехословаччини та Угорщини.
Вищу освіту здобула в Каліфорнійському університеті. Вивчала нейробіологію. У 2008 отримала ступінь доктор філософії. Захистила дисертацію на тему «Гіпоталамічне регулювання неадаптивної, нав'язливо-компульсивної, афілійної поведінки в синдромі Прадера-Віллі».
У червні 2017 року відвідала Київ для зйомки в рекламі.

### Акторська кар'єра
Творчу біографію почала в 1988 році з фільму жахів режисера Стена Вінстона «Гарбузоголовий». У тому ж році виконує роль в комедії «На пляжі». Через два роки отримала головну роль в комедійному телесеріалі «Блоссом». У 1994 році Бялік зіграла в комедії Вуді Аллена «Не пий воду». Історія розповідає про час, коли почалася холодна війна. За випадковим збігом обставин, просту єврейську сім'ю приймають за шпигунів, тому головні герої фільму, що потрапили в опалу, змушені ховатися в американському посольстві.
Значну частину фільмографії акторки складають серіали. Бялік взяла участь в таких багатосерійних фільмах, як «Факти життя» (1979—1988), «Кістки» (2005—2017), «Врятуйте Грейс» (2007—2010), «Таємно від батьків» (2008—2013).
З 2007 року Бялік почала зніматися в популярному ситкомі «Теорія великого вибуху» у ролі Емі Фарри Фаулер, що працює нейробіологом. Емі ставить експерименти над приматами і обожнює грати на арфі. Вся комічність полягає в тому, що хлопець цієї злегка дивної дівчини — Шелдон Купер (Джим Парсонс), у якого відсутній інтерес романтичного або сексуального характеру.
Також талановита акторка взяла участь у фільмах «Каламазу?» (2006) «Чикаго 8» (2011), «Собака, яка врятувала Геловін» (2011), «Могутня сімка Стена Лі» (2014) тощо. Крім іншого, Бялік виступила акторкою озвучення у відомих мультсеріалах, наприклад, «Гей, Арнольде!», «Джонні Браво», «Екстремальні мисливці за привидами» і «Перерва».

### Особисте життя
У 2003 році одружилася з Майклом Стоуном, вихідцем з родини мормонів, який пізніше став сповідувати юдаїзм. Народила двох синів. У 2013 році Стоун і Бялік розлучилися.
У 2012 році акторка потрапила в автокатастрофу, в якій сильно пошкодила руку.
Відомо, що вона і її діти — вегани. Вони не їдять не тільки м'ясо, а й рибу, молоко, яйця і будь-яку іншу їжу тваринного походження.

## Нагороди та номінації
| Рік  | Нагорода                       | Категорія                                                                  | Номінант               | Результат |
| ---- | ------------------------------ | -------------------------------------------------------------------------- | ---------------------- | --------- |
| 1988 | Молодий актор (премія)         | Найкраща молода акторка у кінокомедії чи фантастичному фільмі              | На пляжі               | Перемога  |
| 1990 | Молодий актор (премія)         | Найкраща молода акторка - запрошений гість у телесеріалі                   | Порожнє гніздо         | Номінація |
| 1992 | Молодий актор (премія)         | Найкраща молода акторка в новому телесеріалі                               | Блоссом                | Номінація |
| 1993 | Молодий актор (премія)         | Найкращий молодий комік у телесеріалі                                      | Блоссом                | Номінація |
| 2012 | Прайм-тайм премія «Еммі»       | Найкраща акторка другого плану у комедійному телесеріалі                   | Теорія великого вибуху | Номінація |
| 2012 | Online Film Critics Society    | Найкраща акторка другого плану в комедійному телесеріалі                   | Теорія великого вибуху | Перемога  |
| 2012 | Премія Гільдії кіноакторів США | Найкраща акторка у комедійному телесеріалі                                 | Теорія великого вибуху | Номінація |
| 2012 | Супутник (премія)              | Найкраща жіноча роль другого плану — міні-серіал, телесеріал або телефільм | Теорія великого вибуху | Номінація |
| 2013 | Прайм-тайм премія «Еммі»       | Найкраща акторка другого плану у комедійному телесеріалі                   | Теорія великого вибуху | Номінація |
| 2013 | Online Film Critics Society    | Найкраща акторка другого плану у комедійному телесеріалі                   | Теорія великого вибуху | Перемога  |
| 2013 | Премія Гільдії кіноакторів США | Найкращий акторський склад у комедійному серіалі                           | Теорія великого вибуху | Номінація |
| 2013 | Премія Гільдії кіноакторів США | Найкраща акторка у комедійному телесеріалі                                 | Теорія великого вибуху | Номінація |
| 2014 | Прайм-тайм премія «Еммі»       | Найкраща акторка другого плану у комедійному телесеріалі                   | Теорія великого вибуху | Номінація |
| 2014 | Премія Гільдії кіноакторів США | Найкращий акторський склад у комедійному серіалі                           | Теорія великого вибуху | Номінація |
| 2014 | Online Film Critics Society    | Найкраща акторка другого плану у комедійному телесеріалі                   | Теорія великого вибуху | Номінація |
| 2014 | Вибір телевізійних критиків    | Найкраща акторка другого плану у комедійному телесеріалі                   | Теорія великого вибуху | Номінація |
| 2014 | Молодий Голлівуд               | Найкраща пара на екрані (з Джимом Парсонсом)                               | Теорія великого вибуху | Номінація |
| 2014 | TV Guide Awards                | Улюблений дует (з Джимом Парсонсом)                                        | Теорія великого вибуху | Номінація |
| 2015 | Вибір телевізійних критиків    | Найкраща акторка другого плану у комедійному телесеріалі                   | Теорія великого вибуху | Номінація |
| 2015 | Прайм-тайм премія «Еммі»       | Найкраща акторка другого плану у комедійному телесеріалі                   | Теорія великого вибуху | Номінація |
| 2016 | Вибір телевізійних критиків    | Найкраща акторка другого плану у комедійному телесеріалі                   | Теорія великого вибуху | Перемога  |

## Фільмографія
| Рік  | Українська назва              | Оригінальна назва                   | Роль                   | Примітки    |
| ---- | ----------------------------- | ----------------------------------- | ---------------------- | ----------- |
| 1988 | На пляжі                      | Beaches                             | Юна Сесілія Керол Блум |             |
| 1988 | Гарбузоголовий                | Pumpkinhead                         | Крістін Воллес         |             |
| 1990 |                               | The Kingdom Chums: Original Top Ten | Петі                   | озвучування |
| 1994 | Не пий воду                   | Do not Drink the Water              | Сюзан Голландер        |             |
| 2005 | Каламазу?                     | Kalamazoo?                          | Меггі Голдман          |             |
| 2011 | Чикаго 8                      | The Chicago 8                       | Ненсі Куршан           |             |
| 2011 | Собака, який врятував Геловін | The Dog Who Saved Halloween         | Медуза                 | озвучування |
| 2012 | Скубі-Ду! Музика вампіра      | Scooby-Doo! Music of the Vampire    | Марія                  | озвучування |
| 2014 | Могутня сімка Стена Лі        | Stan Lee's Mighty 7                 | Lady Lightning         | озвучування |
| 2015 | Політ перед Різдвом           | The Flight Before Christmas         | Стефані Мішель Гант    |             |

| Рік       | Українська назва                   | Оригінальна назва                        | Роль                                                  | Примітки |
| --------- | ---------------------------------- | ---------------------------------------- | ----------------------------------------------------- | --- |
| 1987      | Красуня і чудовисько               | Beauty and the Beast                     | Еллі                                                  | «No Way Down» (сезон 1, серія 4)                                                                                                |
| 1988      | Факти життя                        | The Facts of Life                        | Дженніфер Коул                                        | «The Beginning of the Beginning» (сезон 9, серія 23) «The Beginning of the End» (сезон 9, серія 24)                             |
| 1988–89   | Вебстер                            | Webster                                  | Фріда                                                 | |
| 1989–90   | Порожнє гніздо                     | Empty Nest                               | Лорі Кінкейд                                          | «The R.N. Who Came to Dinner» (сезон 2, серія 8) «Harry Knows Best» (сезон 3, серія 11)                                         |
| 1989–90   | Макгайвер                          | MacGyver                                 | Ліза Вудмен                                           | «Cease Fire» (сезон 5, серія 4) «Hearts of Steel» (сезон 5, серія 19) «Twenty Questions» (сезон 6, серія 4)                     |
| 1990      |                                    | Doogie Howser, M.D.                      | Candace                                               | «Ask Dr. Doogie» (сезон 2, серія 3)                                                                                             |
| 1990      |                                    | Molloy                                   | Molloy Martin                                         | Головна роль |
| 1990      | Мерфі Браун                        | Murphy Brown                             | Наталі                                                | «I Want My FYI» (сезон 2, серія 16)                                                                                             |
| 1990      | Спеціальний день Землі             | The Earth Day Special                    | себе                                                  | спецвипуск |
| 1990–95   | Блоссом                            | Blossom                                  | Блоссом Русо                                          | головна роль |
| 1993      | Прихована кімната                  | The Hidden Room                          | Джиллі                                                | «Jillie» (сезон 2, серія 6) |
| 1994–95   | Шоу Джона Ларрокетта               | The John Larroquette Show                | Рейчел                                                | «The Book of Rachel» (сезон 2, серія 8) «Rachel and Ton» (сезон 2, серія 21) «Rachel Redux» (сезон 3, серія 3)                  |
| 1995–96   | Пригоди Гіпермена                  | The Adventures of Hyperman               | Брітані Брайт                                         | озвучування, головна роль |
| 1996 1999 | Гей, Арнольде!                     | Hey Arnold!                              | Марія                                                 | озвучування; «6th Grade Girls/The Baseball» (сезон 1, серія 5) «Dinner for Four/Phoebe Skips» (сезон 4, серіч 5)                |
| 1996      | Справжні монстри                   | Aaahh!!! Real Monsters                   | Сінді                                                 | озвучування; «Wake Me When It's Over» (сезон 3, серія 12)                                                                       |
| 1996      | Справжні пригоди Джонні Квеста     | The Real Adventures of Jonny Quest       | Люсі / Джулія                                         | озвучування; «Assault on Questworld» (сезон 1, серія 8) «The Alchemist» (сезон 1, серія 12)                                     |
| 1997 2000 | Перерва                            | Recess                                   | Кірстен Карст                                         | озвучування; «The Break-In» (сезон 1, серія 1) «The Girl Was Trouble» (сезон 2, серія 9) «The Ratings Game» (сезон 3, серія 16) |
| 1997      | Джонні Браво                       | Johnny Bravo                             | Тур Гід                                               | озвучування; «Going Batty» (сезон 1, серія 11)                                                                                  |
| 1997      | Екстремальні мисливці за привидами | Extreme Ghostbusters                     | дівчина з майбутнього                                 | озвучування; «Ghost Apocalyptic Future» (сезон 1, серія 18)                                                                     |
| 1998      | Ласкаво просимо у Парадокс         | Welcome to Paradox                       | Ріта                                                  | «Alien Jane» (сезон 1, серія 7)                                                                                                 |
| 2001–02   | Ллойд у космосі                    | Lloyd in Space                           | Мін Сінді                                             | озвучування, різні ролі |
| 2003      | Сьоме небо (телесеріал)            | 7th Heaven                               | Кеті                                                  | «Dick» (сезон 7, серія 20) |
| 2004      | Кім Всеможу                        | Kim Possible                             | Джустін Фланнер                                       | озвучування; «Partners» (сезон 2, серія 22)                                                                                     |
| 2005      |                                    | Katbot                                   | Паула                                                 | озвучування |
| 2005      | Фатальна акторка                   | Fat Actress                              | себе                                                  | «The Koi Effect» (сезон 1, серія 3) «Holy Lesbo Batman» (сезон 1, серія 4)                                                      |
| 2005 2007 | Припиніть свій ентузіазм           | Curb Your Enthusiasm                     | Джоді Фанкгаузер                                      | «The Bowtie» (сезон 5, серія 2) «The Ida Funkhouser Roadside Memori» (сезон 6, серія 3) «The TiVo Guy» (сезон 6, серія 7)       |
| 2009      | Врятуйте Грейс                     | Saving Grace                             | Естер                                                 | «Mooooooooo» (сезон 3, серія 5)                                                                                                 |
| 2009      | Кістки                             | Джені Гормон                             | «The Cinderella in the Cardboard» (сезон 4, серія 20) | |
| 2009      | Довго і щасливо                    | Til Death                                | камео                                                 | «The Break-Up» (сезон 4, серія 13) «Merit Play» (сезон 4, серія 19) «Baby Steps» (сезон 4, серія 32)                            |
| 2010      | Потай від батьків                  | The Secret Life of the American Teenager | доктор Віламіна Бінк                                  | постійна роль |
| 2010      |                                    | Who Wants to Be a Millionaire?           | камео / експертка                                     | сезон 8 |
| з 2010    | Теорія великого вибуху             | The Big Bang Theory                      | доктор Емі Фарра Фаулер                               | постійна роль |
| 2015      | Блейз і диво-машинки               | Blaze and the Monster Machines           | Great Sphinx                                          | озвучування; «Race to the Top of the World» (сезон 2, серії 4–5)                                                                |
| 2016      | Стар проти сил зла                 | Star vs. the Forces of Evil              | Willoughby                                            | озвучування; «Fetch» (сезон 2, серія 16)                                                                                        |
| 2017      | MasterChef Junior                  |                                          | суддя конкурсу, «Batter Hurry Up» (сезон 5, серія 4)  | |

| Рік  | Назва                   | Роль                   | Примітки    |
| ---- | ----------------------- | ---------------------- | ----------- |
| 2003 | X2: Wolverine's Revenge | Bush Pilot / May Deuce | озвучування |